# The Carsey-Werner Company
The Carsey-Werner Company (anteriormente conocida como Carsey-Werner Productions y Carsey-Werner-Mandabach Productions, antes de eso, Carsey Productions y también conocida como Carsey-Werner Television) es una productora independiente fundada en 1981 por el ex dúo de escritores y productores de la ABC. Marcy Carsey y Tom Werner (ahora copropietario de la franquicia de béisbol Boston Red Sox y Liverpool F.C.). Caryn Mandabach se convirtió en socia de la firma en 2001 (se unió en 1984), pero se fue en 2004 para embarcarse en su propio contrato de producción.
La compañía comenzó cuando Marcy Carsey dejó la ABC en 1980 para formar Carsey Productions y desarrollar programas de televisión. Tom Werner sucedió a Carsey y lo persuadieron para que iniciara su propia productora independiente.
Carsey-Werner ha tenido su propia producción y, desde principios de la década de 1990, brazos de distribución. Antes de controlar su propia distribución, Viacom y más tarde Paramount Domestic Television distribuían su programación para ellos. Carsey-Werner anunció que volvería a comprar los derechos de los tres programas que anteriormente tenía Viacom en 1994. En 2002, anunciaron un acuerdo con Paramount Pictures para desarrollar largometrajes a través del estudio. El grupo también fue socio original de Oxygen antes de la venta de Oxygen Media en 2007 a NBCUniversal.
En 2004, Carsey y Werner consideraron la posibilidad de vender el estudio, incluido su rentable catálogo de espectáculos, con UBS como su patrocinador. Las empresas, sobre todo Viacom y Time Warner, expresaron interés en comprar la firma para exhibir su contenido en sus redes de cable. Pero el trato no se materializó y Carsey-Werner permaneció independiente. En 2005, Carsey y Werner rompieron sus lazos y Carsey vendió su participación en la división de producción a Mosaic Media Group, que se convirtió en una productora afiliada de Warner Bros. Television bajo el nombre de Werner/Gold/Miller. Werner tomó el control total en 2007 al cambiarle el nombre a Werner Entertainment, que luego se fusionó en 2019 con Gilbert TV de Sara Gilbert para formar Sara+Tom, luego del éxito de The Conners. El brazo de distribución continuó usando el nombre de Carsey-Werner.
Desde entonces, se han centrado principalmente en distribuir sus programas existentes con el renacimiento de 2018 de Roseanne y su spin-off The Conners, que son algunos de los primeros programas que han producido en más de diez años.

## Stuart Glickman: CEO
Una adición clave al equipo de administración de Carsey-Werner fue Stuart Glickman, quien se convirtió en director ejecutivo en 1987. Originalmente abogado litigante, Glickman se involucró en la industria del entretenimiento en 1968 cuando se convirtió en abogado adjunto de American International Pictures. En 1970 se convirtió en director de asuntos comerciales de CBS Television. Glickman luego trabajó como abogado de entretenimiento durante 15 años, brindando asesoramiento legal y comercial a las principales empresas y talentos, incluida Carsey-Werner. Después de convertirse en CEO, Glickman amplió el éxito de producción de la empresa con el mandato de crear una empresa de entretenimiento global diversificada con múltiples fuentes de ingresos. Supervisó la creación de una operación de distribución, readquiriendo la biblioteca de programas de Carsey-Werner de Paramount/Viacom, luego negoció una serie de acuerdos de sindicación innovadores. Ayudó a crear Carsey-Werner Moving Pictures, para posicionar a la compañía para producir largometrajes. Según Variety, Glickman ayudó a convertir a Carsey-Werner en una "pequeña potencia".
Mientras tanto, la fortuna del negocio principal de Carsey-Werner se mezcló en el 2000. El intento de la compañía de entrar en la animación, God, the Devil and Bob, fue retirado de la NBC después de solo cuatro episodios, incapaz de competir con el exitoso programa de preguntas y respuestas de la ABC. Quien Quiere Ser Millonario. Sin embargo, la compañía agregó una nueva estrella importante cuando anunció en mayo que Steve Martin había firmado un contrato de producción. Quizás lo más importante de todo para el futuro de Carsey-Werner haya sido el anuncio en junio de que su director ejecutivo durante 13 años, Stuart Glickman, dejaría la empresa para "explorar nuevas oportunidades comerciales y de inversión". Los planes de producción de otoño de la compañía acababan de concluir, con el regreso a la cadena de televisión de That '70s Show y 3rd Rock From the Sun, además de la incorporación de una nueva comedia, Don't Ask. "Quería esperar un momento ordenado cuando todo estuviera hecho", explicó Glickman a Variety, y agregó: "Siento que estoy dejando la compañía en buena forma". Glickman también accedió a ayudar en la búsqueda de su reemplazo.

## Producciones

### Series
- Oh Madeline (1983–1984)
- The Cosby Show (1984–1992)
- A Different World (1987–1993)
- Roseanne (1988–1997; 2018)
- Chicken Soup (1989)
- Grand (1990)
- Davis Rules (1991–1992)
- Frannie's Turn (1992)
- You Bet Your Life (1992–1993, 2021)
- Grace Under Fire (1993–1998)
- She TV (1994)
- Cybill (1995–1998)
- Townies (1996)
- Men Behaving Badly (1996–1997)
- Cosby (1996–2000)
- 3rd Rock from the Sun (1996–2001)
- Damon (1998)
- That '70s Show (1998–2006)[16]
- God, the Devil and Bob (2000; 2011)[17]
- Normal, Ohio (2000)
- Dot Comedy (2000)
- You Don't Know Jack (2001)
- Grounded for Life (2001–2005)
- That '80s Show (2002)
- The Tracy Morgan Show (2003–2004)
- Whoopi (2003–2004)
- Game Over (2004)
- Good Girls Don't (2004)
- The Scholar (2005)

### Especiales
- Callahan (1982)
- Single Bars, Single Women (1984)
- Carol, Whoopi, Carl & Robin (1987)
- The Cosby Outtakes Show (1990)
- The Brett Butler Special (1993)

### Biblioteca de Stephen J. Cannell	Productions
El 24 de enero de 2006, Carsey-Werner adquirió los derechos de distribución de la biblioteca de Stephen J. Cannell. Originalmente era propiedad de 20th Century Fox Television cuando News Corporation adquirió New World Communications en 1997. Cannell luego volvió a adquirir su biblioteca de Fox el 4 de mayo de 1998. La biblioteca incluye 21 Jump Street, The Greatest American Hero y Silk Stalkings.

### Distribución en DVD
En 2004, anunciaron acuerdos de licencia con 20th Century Fox, Anchor Bay Entertainment y Urban Works para distribuir varias de sus series de televisión en DVD. Estos fueron los primeros lanzamientos para el mercado del entretenimiento en el hogar, ya que permitieron que Columbia House distribuyera una edición limitada de The Cosby Show.
En 2005/2006, Carsey-Werner se vio inundado con cartas enojadas de fanáticos de The Cosby Show y Roseanne , quejándose de episodios editados. Carsey-Werner Distribution finalmente decidió que las temporadas 2 de The Cosby Show y Roseanne se lanzarían con programas sin cortes. Roseanne se decidió después de que John Goodman y Roseanne Barr aparecieran en Larry King Live y un fan llamó y preguntó por qué los DVD de la temporada 1 contenían episodios editados. Barr y Goodman no sabían sobre la edición, pero Roseanne dijo que hablaría con los productores. Aparentemente ha funcionado, ya que no ha habido evidencia de edición en los sets de las temporadas 2, 3 y 4.
En 2006, firmaron un contrato con Magna Entertainment para lanzar The Cosby Show and Roseanne en DVD en Australia.
El 4 de mayo de 2011, Mill Creek Entertainment anunció que había firmado un contrato con Carsey-Werner Productions para relanzar 3rd Rock from the Sun, Grounded for Life, Roseanne y That '70s Show en DVD en la Región 1. En este momento, se desconoce si este acuerdo incluye el lanzamiento futuro de alguna otra serie de CW.

### Internet
Varios programas de Carsey-Werner estuvieron disponibles en Watch Instantly de Netflix a partir de febrero de 2011, incluidos Roseanne, That 70's Show, The Cosby Show y 3rd Rock from the Sun. Sin embargo, en febrero de 2012, Roseanne, The Cosby Show y 3rd Rock from the Sun se retiraron de la transmisión instantánea. Desde entonces, se han vuelto a agregar selecciones de Roseanne y todo 3rd Rock from the Sun. Ese Show de los 70 fue sacado de Netflix el 7 de septiembre de 2020, por finalización del contrato de distribución. No está claro en qué plataforma de transmisión That 70's Show se transmitirá nuevamente.

### Controversia
En 2017, Carsey-Werner demandó a la BBC por una posible infracción de derechos de autor por usar clips audiovisuales de The Cosby Show en un documental llamado Bill Cosby - Fall of an American Icon que se emitió el 5 de junio de 2017 en la BBC.

### Remasterizaciones
En marzo de 2013, Carsey-Werner anunció que remasterizaría That '70s Show, 3rd Rock from the Sun, Roseanne, Grounded for Life, A Different World y The Cosby Show en alta definición 16:9.

## Películas
En noviembre de 2006, la compañía estrenó su primera película para Universal Studios, una película de comedia llamada Let's Go to Prison. Una segunda película, The Brothers Solomon, se estrenó con Revolution Studios el 7 de septiembre de 2007. En 2008, se estrenó una tercera película, Smother.
- Vamos a prisión (2006, distribuida por Universal Pictures)
- The Brothers Solomon (2007, distribuida por Revolution Studios  y TriStar Pictures)
- Smother (2008, distribuida por Variance Films y Screen Media)